# Reformierte Pfarrkirche Oberwart

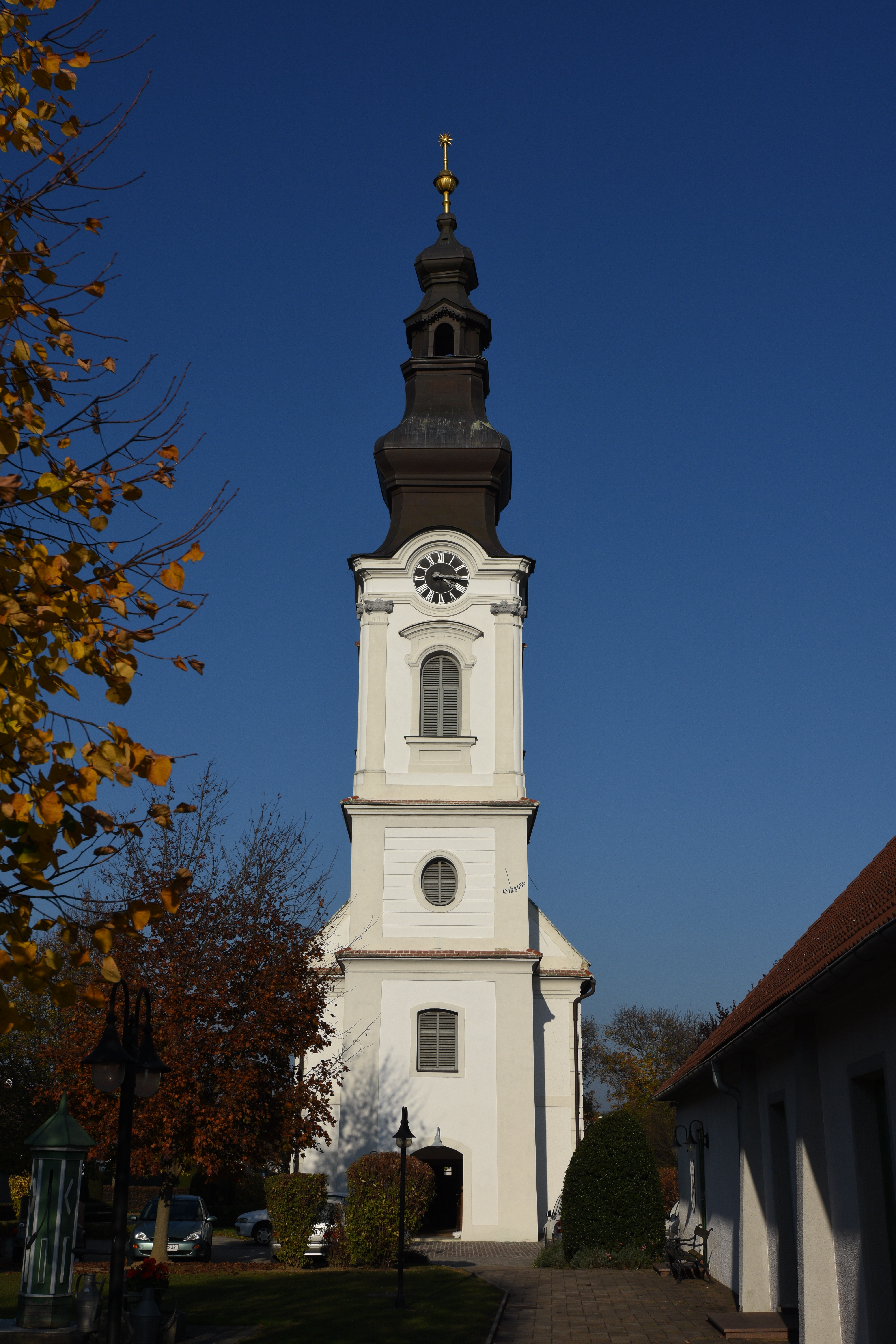
Reformierte Pfarrkirche in Oberwart

Die Reformierte Pfarrkirche Oberwart steht am westlichen Stadtrand der Stadtgemeinde Oberwart im Bezirk Oberwart im Burgenland. Die Kirche gehört zur Reformierten Pfarrgemeinde Oberwart der Evangelischen Kirche H.B. in Österreich und steht unter Denkmalschutz. Die Kirche ist das älteste durchgehend als solches genützte protestantische Kirchengebäude im heutigen Österreich.

## Geschichte
Als einzige Artikulargemeinde des heutigen Österreich durfte die reformierte Gemeinde Oberwart auch während der Gegenreformation bestehen und war so in der Lage, bereits vor Erlass des Toleranzpatentes von 1781 einen Kirchenneubau zu verwirklichen.
Die Kirche wurde von 1771 bis 1773 mit dem Baumeister Christoph Preising aus Pinkafeld erbaut und am 10. Jänner 1773 eingeweiht. Der Turm wurde 1808/1809 mit dem Baumeister Matthias Preising aus Pinkafeld angebaut. Die Turmuhr stammt von 1907. 1990 erfolgte eine Innenrenovierung, bei der der in calvinistischer Tradition schlichte Innenraum seine ursprüngliche Farbgebung zurückerhielt. 1998/1999 erfolgte eine Außenrenovierung.

## Architektur

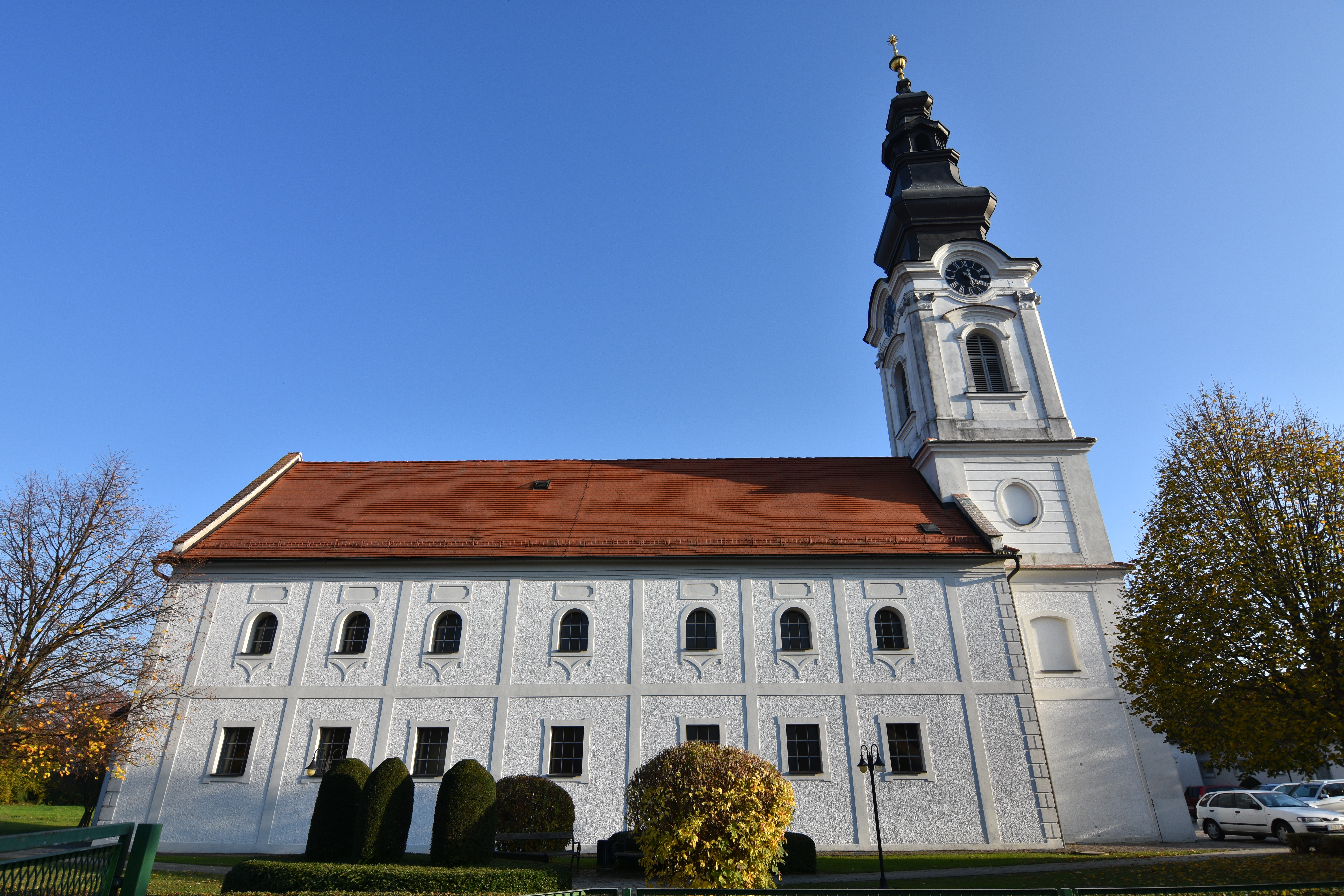
Gesamtansicht der Kirche

Der langgestreckte Kirchenbau hat zwei Fensterreihen und einen flachen Schluss. Der mächtige Westturm hat ein hohes Obergeschoß und trägt einen hohen vielgliedrigen Zwiebelhelm. Er enthält zwei Glocken:Eine ist auf den Schlagton e′ gestimmt, sie wurde 1926 von der Berndorfer Glockengießerei gegossen, die zweite klingt auf den Schlagton g′ und wurde 1949 von der Glockengießerei Pfundner in Wien gegossen.
Das Langhaus hat eine flache Decke ohne Jochteilung. Die dreiseitige Empore aus Holz steht auf Gusseisenstützen.

## Ausstattung

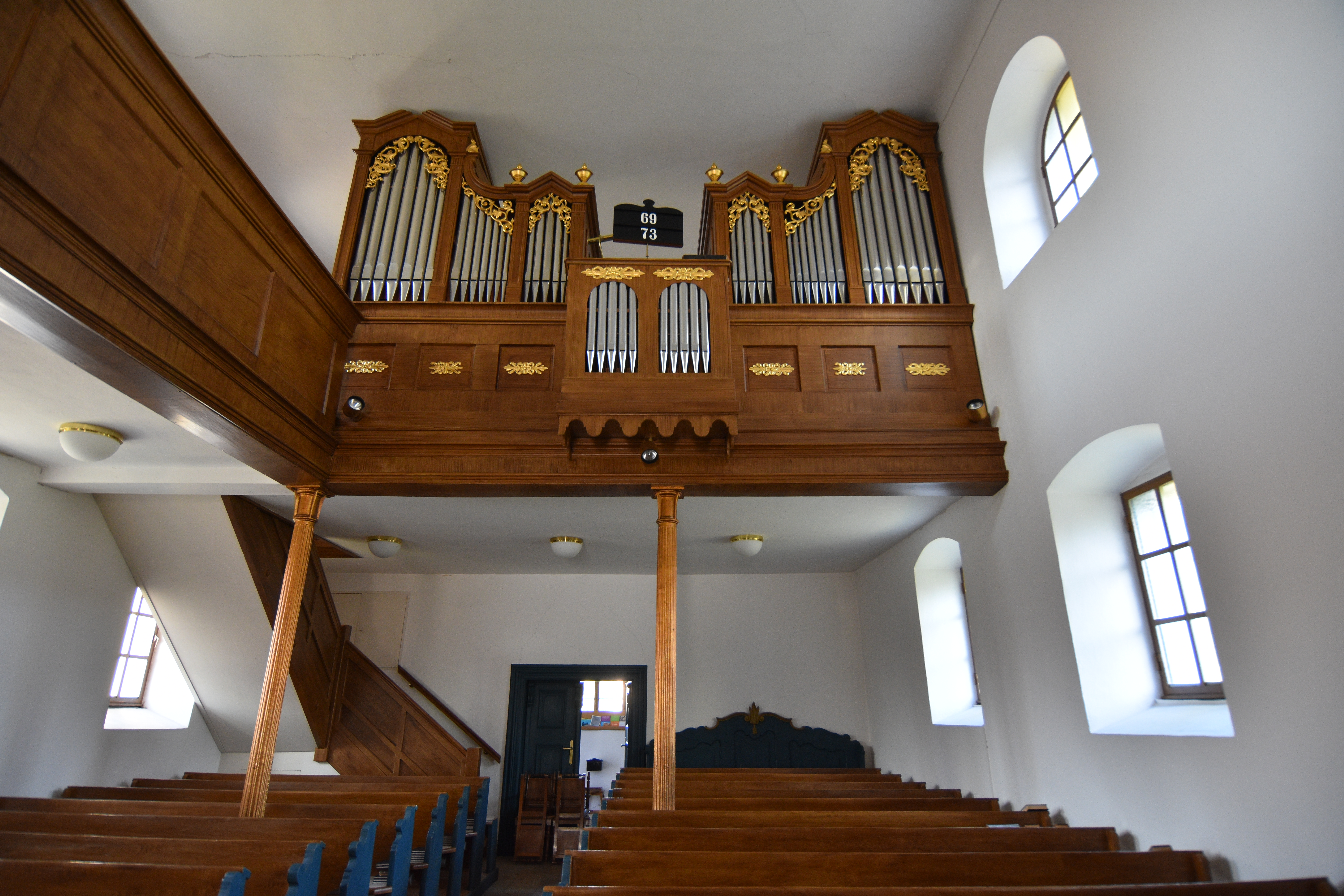
Die Orgel von 1873

Ein einfacher Tisch bildet den Altar. Die spätbarocke Kanzel aus 1773 hat einen Schalldeckel, bekrönt mit der Schnitzfigur eines Pelikans.
Die Orgel baute Friedrich Werner aus Graz 1873 zum 100-jährigen Jubiläum der Kirchweihe. Sie wurde 1959 umgebaut und 1990 renoviert.

## Belege
1. ↑  Geschichte – Reformierte Kirchengemeinde Oberwart. In: ref-kirche-oberwart.com. Archiviert vom Original (nicht mehr online verfügbar) am 10. März 2016; abgerufen am 11. September 2017.  Info: Der Archivlink wurde automatisch eingesetzt und noch nicht geprüft. Bitte prüfe Original- und Archivlink gemäß Anleitung und entferne dann diesen Hinweis.
2. ↑  Stadtgemeinde Oberwart, Momentothek

Koordinaten: 47° 17′ 15,2″ N, 16° 12′ 11,6″ O